# Ромеро, Лука
Лука Ромеро Бессана (исп. Luka Romero Bezzana; родился 18 ноября 2004 года, Виктория-де-Дуранго, Мексика) — аргентинский футболист, атакующий полузащитник мексиканского клуба «Крус Асуль».
Отец Луки — Диего был профессиональным футболистом, а брат-близнец — вратарь.

## Клубная карьера
Лука родился в Мексике в семье аргентинцев. В возрасте трёх лет он вместе с семьей переехал в испанский Вильянуэва-де-Кордова. В 7 лет Лука переехал на остров Форментера и начал заниматься футболом с «Сент Хорди». В 2015 году Ромеро подписал контракт на 8 лет с клубом «Мальорка». За первые 4 года Лука забил 230 голов в 108 матчах за молодёжную команду. 24 июня 2020 года в матче против мадридского «Реала» он дебютировал в Ла Лиге в возрасте 15 лет и 221 дней. Ромеро стал самым молодым футболистом, который дебютировал в чемпионате Испании.
Летом 2021 года Ромеро перешёл в итальянский «Лацио». Сумма трансфера составила 200 тыс. евро. 28 августа в матче против «Специи» он дебютировал в итальянской Серии A. 10 ноября 2022 года в поединке против «Монцы» Лука забил свой первый гол за «Лацио». 
6 июля 2023 года Ромеро подписал контракт с «Миланом» до 2027 года. 24 июля Лука дебютировал в товарищеском матче с испанским «Реалом», где он забил свой первый гол за клуб. Однако, после приобретения «Миланом» таких игроков как Кристиан Пулишич, Ноа Окафор и Самуэль Чуквуезе Ромеро не удалось зарекомендовать себя как игрока основного состава.

## Международная карьера
В 2023 году в составе молодёжной сборной Аргентины Ромеро принял участие в домашнем молодёжном чемпионате мира. На турнире он сыграл в матчах против команд Узбекистана, Гватемалы, Новой Зеландии и Нигерии. В поединках против новозеландцев и гватемальцев Лука забил по голу. 27 сентября Лука дебютировал в официальном матче с «Кальяри», появившись на поле во втором тайме.